# Le Dernier Souhait

Le Dernier Souhait (Daniel's Daughter) est un téléfilm canadien réalisé par Neill Fearnley et diffusé aux États-Unis le 26 janvier 2008 sur Hallmark Channel.

## Synopsis
Quand une femme apprend que son père est mort, elle doit confronter le passé et la ville qu'elle a laissé derrière elle.

## Fiche technique
- Titre original : Daniel's Daughter
- Réalisation : Neill Fearnley
- Scénario : Tracy Rosen
- Durée : 88 minutes
- Pays :  Canada

## Distribution
- Laura Leighton : Cate Madighan
- Sebastian Spence : Conner Bailey
- Derek McGrath : Jim Cavanaugh
- Brandon Firla (en) : Jeffrey Lerner
- Kelli Fox : Fiona Finnigan Beamish
- Martin Doyle : Donahue
- Brad Borbridge : Craig Beamish
- Barry Flatman (de) : Stewart Wallach
- Brendan Wall : Daniel Madighan
- McKenzi Scott : Marie Madighan
- Shae Norris : Cate jeune
- Caprice Herjavec : Fiona jeune
- Olivia Jones : Erin McManus
- London Angelis : Seamus Beamish
- Ruth Marshall : Dr Candice Kessler
- Dorly Jean-Louis : Talisham journaliste
- Neill Fearnley : Stan, juge